# Joseph Michel Antoine Servan
Joseph Michel Antoine Servan, né le 3 novembre 1737 à Romans-sur-Isère et mort entre le 3 et le 5 novembre 1807 à Saint-Rémy-de-Provence, est un magistrat, un écrivain, juriste, criminaliste et philosophe français.
Ses sujets de prédilection furent aussi l'enseignement et l'éducation. L'influence des Lumières fut déterminante sur sa pensée. Critique vis-à-vis des jésuites, soutenu par les Encyclopédistes, ami de Voltaire, qui l'appelait le Cicéron du Dauphiné, il admirait la Chine et magnifiait l'esprit de famille. Il critique fermement les défauts de l'enseignement supérieur au XVIIIe siècle, en particulier dans les facultés de droit. Admirateur de Frédéric II de Prusse et de l'enseignement en Allemagne, Servan est connu aussi bien en ce pays qu'en Suisse, aux États-Unis et en Russie. Opposé à l'enseignement du droit en langue latine, il est favorable à l'éducation publique. Dès 1781, puis en 1789, il conçoit l'éducation comme l'école du patriotisme, à l'égal de Rousseau qu'il a connu en 1768. Mais il tient de Lessing son action en faveur du rôle des femmes en politique. Correspondant de Rœderer, Neufchâteau et Guilbert, Servan a aussi connu en Suisse le pédagogue Johann Heinrich Pestalozzi et peut-être Philipp Albert Stapfer. Commentateur de Montaigne, il tente de définir l'éducation et soutient l'enseignement du grec ancien et des langues vivantes. 

## Biographie
Après des études de droit, il acquiert un office d'avocat général au Parlement de Grenoble en 1759. Il partage bientôt avec Voltaire, Brissot, le physiocrate Le Trosne ou encore avec les magistrats Boucher d'Argis fils, Mercier-Dupaty, François Michel Vermeil et Gabriel Seigneux de Correvon, tous disciples de Beccaria,  l'aspiration à une réforme de la justice criminelle en France. Son éloquent et courageux Discours sur l'administration de la justice criminelle (Genève [Lyon]1767)  est une remise en question de tout le système de la répression des crimes et des délits sous l'Ancien régime; il sera lu dans toute l'Europe et le rendra célèbre à l'instar de sa défense d'une femme protestante abandonnée par son mari qui se prévalait des règles discriminatoires issues de la révocation de l'édit de Nantes. 
En 1771, comme Voltaire, il soutient la réforme des institutions judiciaires du chancelier Maupeou. Mais en 1772, alors que le parlement refuse d'accéder à sa requête selon laquelle une obligation ruineuse,  consentie sous le feu de la passion par un grand seigneur à une chanteuse, pouvait être annulée pour immoralité, il démissionne de sa charge d'avocat-général et se retire de la magistrature.
Il se tient désormais en retrait de la vie publique mais cela ne l'empêche pas de devenir l'un des premiers membres de l'Académie Delphinale en 1772;  cet « ancien avocat-général au parlement de Dauphiné, demeurant à St-Remi en Provence » devient membre associé de l'Académie de Lyon (1781), puis membre de l'Académie du Gard (1801). 
Il continue d'ailleurs à s'engager dans les débats politiques grâce à ses publications, telle l'Apologie de la Bastille (1784) qui, sous le couvert factice d'une réplique au Mémoire sur la Bastille de Nicolas Linguet, est une critique radicale, acerbe et ironique du régime carcéral de l'Ancien Régime. En avril 1789, il est élu député aux États généraux par le tiers-état de la sénéchaussée d'Aix-en-Provence puis par celui d'Arles,  il en refuse les mandats pour raisons de santé; mais par ses écrits et différents projets il participe tout de même au débat concernant la déclaration des droits de l'homme et du citoyen.
Il n'émigre pas à proprement parler, mais réside à Lausanne dès le 5 juin 1789, il y est encore en 1795.  
En 1804, il est nommé par le Sénat au Corps Législatif, il refuse ce siège également pour des raisons de santé. Il rédige son testament en 1805.

## Famille
Il est le fils aîné de Joseph Servan, receveur des tailles en l'élection de Romans, et d'Anne Henry. Il est le neveu (ou le petit-neveu) de Jean Antoine Servan, receveur des tailles de l'élection de Valence, qui lui lègue le domaine et château de Roussan à Saint-Rémy de Provence où il s'établit.
En 1778, alors qu'il habite déjà à Saint-Rémy de Provence, il se marie à Besançon avec Thérèse Étiennette Césarine Dupoirier, fille de Claude Mathieu Dupoirier, conseiller au bailliage et présidial de Besançon et Thérèse Françoise Guillemin.
Il a deux frères célèbres et plusieurs sœurs, tous nés à Romans:
- Joseph Servan de Gerbey (1741-1808), général et ministre de la guerre en 1792;
- l'abbé Michel Servan (13 mai 1746 - 21 juin 1837 à Lyon), passionné d'inventions techniques, ami de Jacques Vaucanson, de Gabriel Bonnot de Mably, de Xavier de Maistre ;
- Claudine Thérèse Servan (1740-?) qui devient en 1760 religieuse professe au couvent des ursulines de Romans sous le nom de sœur Thérèse de Saint Servan[12]; à la fermeture des établissements religieux, elle rejoint son frère et sa belle-sœur à Roussin;
- Anne Servan (vers 1743-?) qui épouse en 1762 Charles Félix Prunelle (1723-1784), trésorier général de France au bureau des Finances de Grenoble[13];
- Marie Servan qui épouse en 1784 Étienne Pessonneaux;
- N. Servan qui épouse Henry Cretet, frère d'Emmanuel Cretet (1747-1809) comte de Champmol: en novembre 1804, elle reçoit dans sa maison de Pont-de-Beauvoisin le pape Pie VII et une partie des cardinaux venus en France pour le sacre de Napoléon[14].

## Œuvres
- Discours sur l'administration de la justice criminelle (1767)
- Discours dans la cause d'une femme protestante (1767)[15]
- Discours dans un procès sur une déclaration de grossesse (1770)
- Discours sur les mœurs (1770)
- Discours dans la cause du comte de ** [Suze] et de la Dlle ***, [Bon] chanteuse de l'Opéra (1772)
- Réflexions sur quelques points de nos loix à l’occasion d’un événement important (1781)
- Discours sur le progrès des connoissances humaines en général, de la morale, et de la législation en particulier  (1781)
- Réflexions sur les Confessions de J.-J. Rousseau (1783)
- Apologie de la Bastille (1784)
- Réflexions sur la réformation des États provinciaux. Par un ancien magistrat du Parlement de Grenoble, 1788 (lire sur Wikisource)
- Essai sur La formation des assemblées nationales, provinciales, et municipales (1789)
- Commentaire sur un passage du livre de M. Necker (Tableau des dépenses de la France)
- Lettre aux commettants du comte de Mirabeau
- Lettre à M. Rabaut de Saint-Étienne sur la raison et la logique
- Des assassinats et des vols politiques
- De l'influence de la philosophie sur l'instruction criminelle
- Des Révolutions dans les grandes sociétés civiles
- Doutes d'un provincial proposés à MM. les médecins-commissaires chargés par le Roi de l'examen du magnétisme animal, Lyon, 1784
- Adresse aux amis de la paix. Par M. Servan, ancien Avocat-Général au Parlement de Grenoble, s.l., 1789. Numérisé.
- Projet de déclaration proposé aux députés des communes aux États généraux de France, s.l., 1789.
- Avec Étienne-Vincent Guilbert, Correspondance entre quelques hommes honnêtes ou lettres philosophiques, politiques et critiques sur les événemens et les ouvrages du tems : publ. par un homme désintéressé, Lausanne, François Lacombe, 1794 (lire en ligne).
- Xavier de Portets (éd.), Œuvres de Servan: nouvelle édition augmentée de plusieurs pièces inédites, Paris, 1825, tome 1, numérisé; tome 2, numérisé; tome 3, numérisé; tome 4; tome 5, numérisé.